# Excavata
Az Excavata egysejtű szervezetek egyik fő szupercsoportja, amely az Eukaryota doménbe tartozik. Simpson és Patterson javasolta először 1999-ben, Thomas Cavalier-Smith pedig 2002-ben vezette be hivatalos taxonként. Különféle szabadon élő és szimbionta formákat tartalmaz, és tartalmaz néhány fontos parazitát is, beleértve a Giardiát és a Trichomonast is. Az Excavata tagjait korábban sorolták a protiszták ma már elavult országába is. Ostoruk szerkezete alapján osztályozták őket és bazális ostoroscsoportnak tekintették. A filogenomikai elemzések három különböző, és nem mindenben szorosan kapcsolódó csoportba osztják az Excavata tagjait: Discoba, Metamonada és Malawimonada. Az Euglenozoa kivételével egyik se fotoszintetizál.
A Discoba Derelle  et al. 2015-ös tanulmánya szerint a Diaphoretickes, míg a Malawimonadida és a Metamonada a CRuMs és az Amorphea közeli rokona, így előbbieknek a Diphoda, utóbbiaknak az Opimoda csoportot hozták létre.

## Jellemzői
Az Excavata legtöbb tagja egysejtű, heterotróf ostoros. Csak az Euglenozoa néhány tagja fotoszintetizál. Néhány (főképp anaerob bélparazita) tagjában a mitokondriumok jelentősen redukálódtak. Néhány tagjában nincs „klasszikus” mitokondrium, de mégis van erősen módosult formában mitokondriumszerű sejtalkotójuk (például hidrogenoszóma vagy mitoszóma). A mitokondriummal rendelkezők mitokondriális krisztái lehetnek csőszerűek, lemezesek vagy bizonyos esetekben laminárisak. A csoport legtöbb tagjának 2, 4 vagy több ostoruk van. Számos tagjának ventrális sejtszájuk van, bennük különleges ultraszerkezettel, amit mikrotubulusok tartanak meg – a nyílás kinézetéről kapta a csoport a nevét. Azonban bizonyos, e jellemzők nélküli csoportot származtatottnak tekintenek genetikai tanulmányok (főképp a molekuláris szakaszok filogenetikai fái) alapján.
Az Acrasidae az egyetlen korlátozottan és poliklonálisan többsejtű tagja.

## Fordítás
Ez a szócikk részben vagy egészben  az   Excavata című angol Wikipédia-szócikk ezen változatának fordításán alapul.  Az eredeti cikk szerkesztőit annak laptörténete sorolja fel. Ez a jelzés csupán a megfogalmazás eredetét és a szerzői jogokat jelzi, nem szolgál a cikkben szereplő információk forrásmegjelöléseként.